# Rózsás flamingó

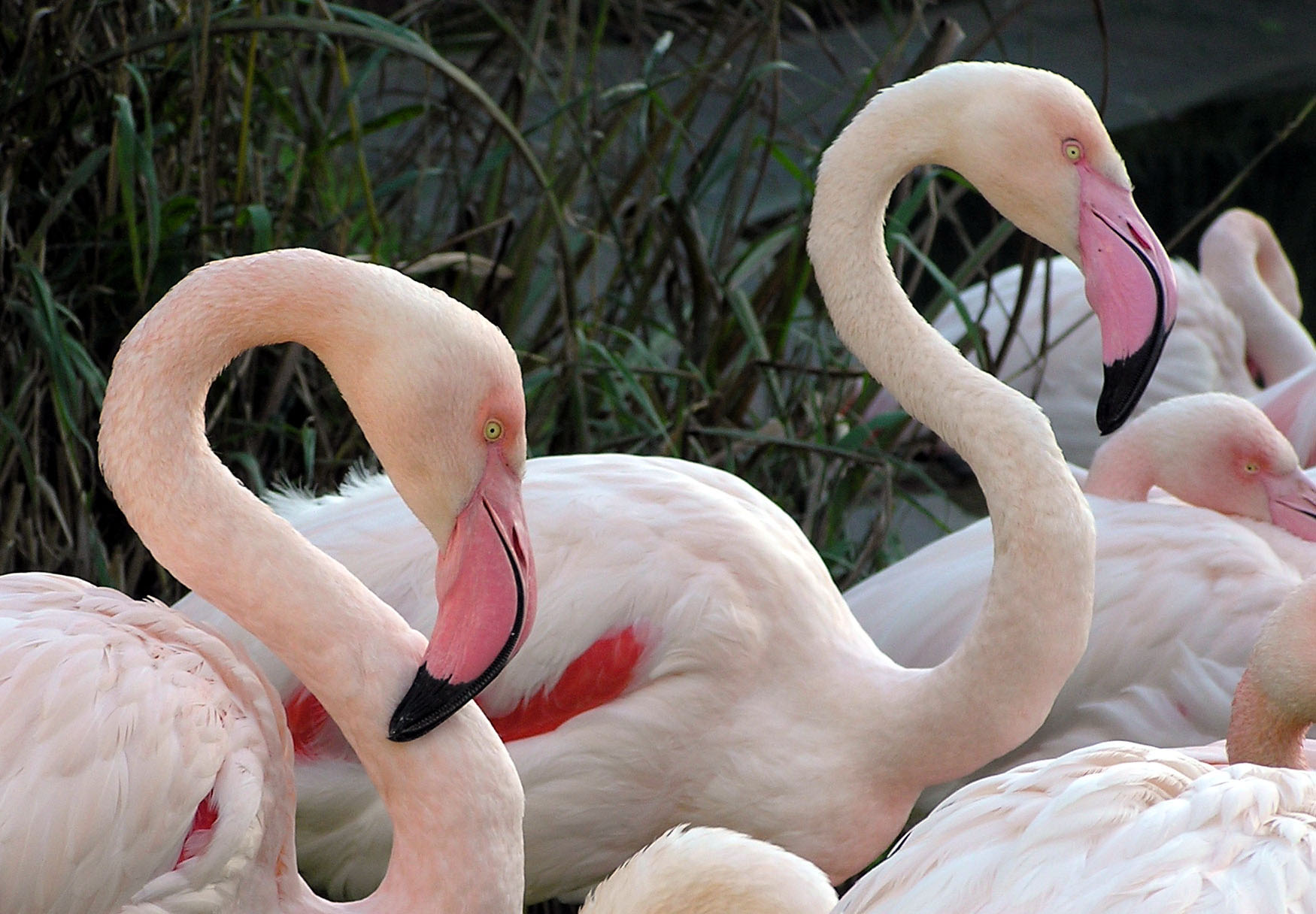

A rózsás flamingó (Phoenicopterus roseus) a madarak osztályának flamingóalakúak (Phoenicopteriformes) rendjébe és a flamingófélék (Phoenicopteridae) családjába tartozó faj. A közelmúltig azonos fajnak tartották a karibi flamingóval (Phoenicopterus roseus) és a chilei flamingóval (Phoenicopterus chilensis). A három típusról ma is gyakran a rózsás flamingó alfajaiként beszélnek (Phoenicopterus ruber roseus, Phoenicopterus ruber ruber és Phoenicopterus ruber chilensis).

## Származása, elterjedése
Dél-Európában, Délnyugat-Ázsia és Dél-Ázsia tengerparti vidékein, valamint Afrika nagy részén honos. A tengerek, sós vízű tavak és folyótorkolatok a kedvenc tartózkodási helyei. A Kárpát-medencében ritka, alkalmi kóborló.
Kedvelt állatkerti madár: Magyarországon a Nyíregyházi Állatparkban, a Veszprémi Állatkertben, a Fővárosi Állat- és Növénykertben, a Győri Állatkertben és a Debreceni Állatkertben is látható.

## Megjelenése, felépítése
Testhossza 125–145 centiméter, szárnyfesztávolsága 140–165 centiméter, testtömege 2,1–3 kilogramm; a tojó kisebb és könnyebb, mint a hím. Teste és lába karcsú és hosszú. Csőre rózsaszín, a hegye mélyfekete. Tollazatának színe fehér és halványrózsaszín, a szárnya felső része sötétrózsaszín, alsó része pedig fekete. A karibi flamingót annak sötétebb árnyalatú és egyöntetű rózsaszín tollazata különbözteti meg a rózsás flamingótól.
|  |

## Életmódja
Hosszú lábaival a sekély vízben gázolva, horgas csőrével szántja annak felszínét. Dugattyúszerűen mozgatott nyelvével kinyomkodja a vizet és a finom iszapot, az apró rovarok, férgek és  moszatok pedig fennakadnak a csőrben lévő finom szűrőlapokon, az úgynevezett lamellákon. Egyik legkedvesebb tápláléka a héjatlan levéllábú rákok (Anostraca) rendjébe tartozó sórák (sóféreg, Artemia salina).
Ha megzavarják, nagy zajjal, a vízen taposva szerzi meg a repüléshez szükséges sebességet. Kinyújtott nyakkal repül. Egy lábon, fejét a testéhez szorítva alszik.
Az állatkertekben mindig levágják az egyik szárnyukról az evezőtollakat, hogy ne tudjanak elrepülni.
A legidősebb ismert rózsás flamingó 83 évet élt az ausztráliai Adelaide állatkertben.

### Szaporodása
Nagy telepekben, szigetekre rakja iszapból készült fészekkúpját, amelybe 1 tojást tojik, majd 28–31 napig kotlik rajta. A fiókák fészekhagyók, a tojásból kikelve azonnal vízre szállnak.

## Külső hivatkozások
- Képek az interneten a fajról
- Ritka madarak hazai előfordulásai